# 주니카라과 대한민국 대사관
주니카라과 대한민국 대사관(스페인어: Embajada de la República de Corea en Nicaragua)은 니카라과 마나과에 개설된 대한민국 외교부 소속의 대사관이다.

## 역사
- 1962년 4월 1일: 대한민국과 니카라과 간의 대사급 외교 관계 수립[1]
- 1979년 8월: 니카라과에서 산디니스타 국민해방전선 정권이 수립됨에 따라 외교 관계가 동결됨[1]
- 1990년 8월: 니카라과에서 비올레타 차모로 대통령이 취임함에 따라 외교 관계가 정상화됨[1]
- 2007년 12월 14일: 주니카라과 대한민국 대사관 개관[2]
- 2024년 7월: 임시대리대사 체제로 전환[3]

## 역대 대사
- 제1대: 이상팔 (2007년 12월 11일 신임장 제정)
- 제2대: 김순태 (2010년 8월 11일 신임장 제정)
- 제3대: 홍석화 (2015년 10월 8일 신임장 제정)
- 제4대: 최영삼 (2018년 11월 9일 신임장 제정)
- 제5대: 신성기 (2021년 12월 21일 신임장 제정)
- 제6대: 민재훈 (2023년 5월 25일 신임장 제정)
- 2024년 7월부터 임시대리대사 체제로 전환

## 같이 보기
- 주한 니카라과 대사관
- 니카라과-대한민국 관계